# Theriella bertoncelloi
Theriella bertoncelloi là một loài nhện trong họ Salticidae.
Loài này thuộc chi Theriella. Theriella bertoncelloi được Braul & Lise miêu tả năm 2003.